# Aberdare Railway
Die Aberdare Railway war eine britische Eisenbahngesellschaft in der Grafschaft Glamorgan.
Die Gesellschaft erhielt am 31. Juli 1845 das Recht zum Bau einer 12,07 km langen Bahnstrecke von Aberdare Junction (später Abercyron) nach Aberdare. Die Eröffnung der Strecke und der Nebenstrecken von Cwmbach Junction zu einigen Kohlegruben sowie zum Eisenwerk Aberaman erfolgte am 6. August 1846. Ab dem 1. Januar 1849 pachtete die Taff Vale Railway (TVR) die Bahn für 999 Jahre. Am 26. August 1889 erhielt die TVR das Recht zur Übernahme der Gesellschaft, dieses wurde jedoch erst am 30. Juni 1902 vollzogen.